# Matías Fidel Castro
Matías Fidel Castro Fuentes (Canelones, 24 ottobre 1987) è un calciatore uruguaiano, portiere del Juanicó.